# Зустрічний (фільм)
«Зустрічний» (рос. «Встречный») — радянський художній фільм про трудову доблесть ленінградських робітників, які виконали зустрічний план. Картина була поставлена до п'ятнадцятої річниці Жовтневої революції. Фільм вийшов на екрани 7 листопада 1932 року.

## Сюжет
Роки першої п'ятирічки. Робітники Ленінградського металевого заводу приймають на себе зобов'язання достроково сконструювати і налагодити випуск перших радянських гідравлічних турбін підвищеної потужності, необхідних для будівництва гідроелектростанцій за планом ГОЕЛРО. Відповідальна робота по обточуванні однієї з турбін доручена безпартійному старому майстру Семену Бабченку. Заводчани урочисто відзначають завершення роботи зміною Бабченка, проте в його роботі виявляється брак, на що вплинула його згубна звичка до алкоголю. Бабченко вирішує відмовитися від горілки перед роботою, а його зміна виготовляє нову деталь, яка знову виявляється бракованою. Як з'ясовується на цей раз причиною браку стала прогнута станина токарного верстата. За цих недоліків секретар парткому скликає екстрену нараду, на яку вривається п'яний Бабченко з чорним «прапором ганьби», який він зірвав, зі свого верстата. Після скандалу, на квартиру до Бабченка приходить секретар парткому, який умовляє майстра повернутися до роботи і відповідально підійти до справи, для чого закликає залучити «заводську гвардію» — старих майстрів. Бабченко прислухався до умовлянь і організовує старих майстрів для виконання дорученої роботи. Вони знаходять занедбаний верстат і відновлюють його, проте нова неприємність засмучує їх плани, коли робітник Чуточкін знаходить в кресленні конструкторську помилку, яку раніше виявив інженер Скворцов, але приховав її, так як є прихованим ворогом Радянської влади. Застосувавши новаторське конструктивне вирішення даної проблеми дозволяє подолати цю помилку і виготовити необхідну турбіну, яка успішно проходить контрольні випробування. Цю радісну подію робітники зустрічають на квартирі Бабченка, вітаючи виконання зустрічного плану, а останній піднімає тост: «За нового комуніста Семена Івановича Бабченка».

## У ролях
- Володимир Гардін —  Семен Іванович Бабченко, робітник-турбінник
- Марія Блюменталь-Тамарина —  Бабчиха, дружина Бабченка
- Тетяна Гурецька —  Катя
- Андрій Абрикосов —  Павло Ільїн, начальник цеху
- Борис Тенін —  Вася, секретар парткому заводу
- Борис Пославський —  Скворцов, інженер-шкідник
- Марія Потоцька —  мати Скворцова
- Леонід Алексєєв —  директор заводу
- Микола Козловський —  інженер Лазарєв
- Володимир Сладкопєвцев —  Моргун
- Яків Гудкін —  Яшка Чуточкін
- Микола Мічурін —  майстер
- Петро Алейников —  Слєпніцин, молодий робітник  (немає в титрах)
- Степан Крилов —  робітник  (немає в титрах)
- Зоя Федорова —  дружина Чуточкіна  (роль в остаточну версію картини не увійшла)
- Микола Черкасов —  постовий міліціонер  (немає в титрах)

## Знімальна група
- Автори сценарію: Лев Арнштам, Леонід Любашевський, Фрідріх Ермлер, Сергій Юткевич
- Режисери: Фрідріх Ермлер, Сергій Юткевич, Лев Арнштам
- Оператори: Олександр Гінцбург, Жозеф Мартов, Володимир Рапопорт
- Художник-постановник: Борис Дубровський-Ешке
- Композитор: Дмитро Шостакович
- Художник-декоратор: І. Павлов, А. Ушин
- Звукооператори: Ілля Вовк, Іван Дмитрієв
- Директор картини: І. Черняк